# 14. oklepna divizija (ZDA)
14. oklepna divizija (izvirno angleško 14th Armored Division) je bila oklepna divizija Kopenske vojske ZDA.